# Unbetiteltes Korn-Album
Das unbetitelte achte Studioalbum der US-amerikanischen Nu-Metal-Band Korn wurde am 27. Juli 2007 veröffentlicht. Es ist das erste Album Korns ohne ihren ursprünglichen Schlagzeuger und Gründungsmitglied David Silveria.

## Hintergrund
Die Arbeiten zu dem neuen Studioalbum nahmen Korn im Oktober 2006 auf und unterschrieb beim Produzenten Atticus Ross, der auch das Vorgängeralbum „See You on the Other Side“ mitproduzierte. Zudem beteiligt sich der Keyboarder Zac Baird am Aufnahmeprozess.
Sänger Jonathan Davis sagte Mitte November 2006, dass die Band schon 18 neue Lieder für das neue Album geschrieben hat und auf ihrem neuen Album „andere Sachen“ ausprobieren und tun möchte.
Am 13. Dezember 2006 gab Schlagzeuger und Gründungsmitglied David Silveria während des Aufnahmeprozesses bekannt, dass er eine vorübergehende Pause einlegen wird. Die daraus folgenden Gerüchte, die Band würde sich nun eventuell auflösen, dementierte Jonathan Davis wenige Tage später und gab stattdessen bekannt, dass Korn das neue Album zu dritt schreiben und aufnehmen werde trotz fehlendem Schlagzeuger.
Im Januar 2007 wurde bekannt, dass Korn mit dem Schlagzeuger Terry Bozzio auf dem neuen Album zusammenarbeiten werde. Daraufhin wurden einige Lieder mit dem Ersatz-Schlagzeuger aufgenommen.
Am 4. April 2007 wurde allerdings über die Fansite „Kornspace“ überraschend mitgeteilt, dass Terry Bozzio aus ungenannten Gründen nicht mehr mit Korn zusammenarbeitet und am 11. April 2007 gab das Management von Korn bekannt, dass er seine Arbeit mit der Band beendet hat.
Bei den verbliebenen Liedern trugen Brooks Wackerman von Bad Religion und Sänger Jonathan Davis zum Schlagzeugsound bei.
Am 31. Juli 2007 wurde das Album über Virgin Records veröffentlicht.

## Titelliste
1. Intro – 1:57 (Korn, Atticus Ross, Zac Baird)
2. Starting Over – 4:02 (Korn, Atticus Ross, Zac Baird)
3. Bitch We Got a Problem – 3:22 (Korn, The Matrix, Atticus Ross, Zac Baird)
4. Evolution – 3:37 (Korn, The Matrix, Zac Baird)
5. Hold On – 3:05 (Korn, The Matrix, Zac Baird)
6. Kiss – 4:09 (Korn, Leo Ross, Zac Baird)
7. Do What They Say – 4:17 (Korn, The Matrix, Atticus Ross, Leo Ross, Zac Baird)
8. Ever Be – 4:48 (Korn, The Matrix, Terry Bozzio, Zac Baird)
9. Love and Luxury – 3:00 (Korn, The Matrix, Zac Baird)
10. Innocent Bystander – 3:28 (Korn, The Matrix, Zac Baird)
11. Killing – 3:36 (Korn, The Matrix, Terry Bozzio, Zac Baird)
12. Hushabye – 3:53 (Korn, The Matrix, Zac Baird)
13. I Will Protect You – 5:29 (Korn, The Matrix, Terry Bozzio, Zac Baird)

## Singles und Bedeutung der Liedtexte
Als erste Single wurde Evolution am 23. Juli 2007 veröffentlicht. Sie erreichte Platz 18 der Dance/Club- und Platz 20 der Alternative-Charts in den USA, und Platz 114 der britischen Single-Charts. Behandelt werden die Themen Umweltverschmutzung und Zerstörung der Erde.
Die zweite Single Hold On erreichte Platz 35 der amerikanischen Alternative-Charts. Sie handelt, wie das Lied Starting Over, von Jonathan Davis beinahe tödlicher Blutkrankheit vom Sommer 2006.
Innocent Bystander handelt von der politischen Lethargie unter dem ehemaligen US-Präsidenten George W. Bush.
Ever Be und Love and Luxury handeln vom Weggang des ehemaligen Korn Gitarristen Brian „Head“ Welch.

## Kritik
Die Kritiken fielen unterschiedlich aus.

„Eine knappe Handvoll Hits liefert die neue Scheibe und kann damit als Fortschritt gegenüber ‚See You On the Other Side‘ und ‚Take A Look In The Mirror‘ betrachtet werden.“

„KORN zeigen sich auf ‚Untitled‘ um eine Neupositionierung bemüht, ohne dabei völlig auf ihre Identität zu verzichten. Zwar gibt es noch einige wirre Momente (‚Killing‘), aber der Gesamteindruck fällt deutlich positiver aus, als zuletzt.“

„Ihr neues, unbetiteltes Album zeigt Korn wieder von einer innovativen Stärke, die in dieser Form sogar bei Korn überrascht.“

„Wobei Korn so frisch, vital und kraftvoll klingen, wie schon lange nicht mehr. Alte Helden im zweiten Frühling!“

„Der Saft ist raus, die Power lange dahin und auch die einst so großen (Gesangs-) Melodien sind weitestgehend flöten gegangen. … Der Wille, neue Wege zu erobern ist ja schön und gut, aber das, was die Amis hier fabriziert haben, ist halbgarer Kram.“

„In Wahrheit kann man über das billige, feiste Elektro-Geblubber, die Kleister-Keyboards, die Alibi-Streicher, die von sich selbst geklauten Riffs und die Piano-Ballade (sic!) ‚Kiss‘ allenfalls noch lachen oder der Band die Auflösung nahelegen.“

## Kommerzieller Erfolg

### Chartplatzierungen
Das Album erreichte Platz 2 der US-Billboard-Charts und Platz 3 der deutschen Charts. Weitere Top-Ten-Platzierungen gab es in Finnland (Platz 2), Österreich und Neuseeland (3), Kanada (5), Frankreich (8) und in der Schweiz (9). Andere nennenswerte Platzierungen gab es in Australien (11), Großbritannien (15), Schweden (17), Norwegen (24) und in den Niederlanden (32).
| ChartsChartplatzierungen       | Höchstplatzierung | Wochen |
| ------------------------------ | ----------------- | ------ |
| Deutschland (GfK)              | 3 (10 Wo.)        | 10     |
| Österreich (Ö3)                | 3 (9 Wo.)         | 9      |
| Schweiz (IFPI)                 | 9 (8 Wo.)         | 8      |
| Vereinigte Staaten (Billboard) | 2 (20 Wo.)        | 20     |
| Vereinigtes Königreich (OCC)   | 15 (4 Wo.)        | 4      |

| ChartsJahrescharts (2007)      | Platzierung |
| ------------------------------ | ----------- |
| Vereinigte Staaten (Billboard) | 168         |

### Auszeichnungen für Musikverkäufe
Das Album wurde am 30. Oktober 2007 mit der Goldenen Schallplatte in den USA ausgezeichnet.
| Land/Region               | Auszeichnungen für Musikverkäufe (Land/Region, Auszeichnung, Verkäufe) | Verkäufe |
| ------------------------- | ---------------------------------------------------------------------- | -------- |
| Russland (NFPF)           | Gold                                                                   | 10.000   |
| Vereinigte Staaten (RIAA) | Gold                                                                   | 500.000  |
| Insgesamt                 | 2× Gold ·                                                              | 510.000  |